# Onintza Enbeita
Onintza Enbeita Maguregi (Múgica, 19 de mayo de 1979) es una periodista, bertsolari y política española de ideología independentista vasca y feminista).

## Biografía
Nacida en la pequeña localidad vizcaína de Múgica el 19 de mayo de 1979, es licenciada en periodismo, con un postgrado en Transmisión Cultural y otro en Agroecología.
Ha trabajado como periodista en varios medios de comunicación vascos escritos en euskera como los diarios Egunkaria, Berria y el suplemento Matraka de este último. También ha colaborado con diferentes medios audiovisuales como EITB. Ha ejercido de profesora de euskera en el Instituto Labayru, una fundación cultural dedicada a la difusión de la cultura vasca.
Es conocida principalmente por su actividad como versolari, siendo la ganadora del campeonato de versolaris de Vizcaya del año 2018 y finalista en dos ocasiones más (5.º puesto en 2006 y 2008). En 2009 llegó a las semifinales del Bertsolari txapelketa nagusia, principal competición a nivel de toda Euskal Herria, que se disputa una vez cada cuatro años. 

### Política
Onintza Enbeita pertenece a la órbita política de la izquierda abertzale. Fue apoderada de EHAK en las elecciones al Parlamento Vasco de 2005 y formó parte de candidaturas de ANV en las elecciones forales y municipales de 2007, siendo elegida concejal del municipio de Múgica y ocupando este cargo entre 2007 y 2011. La lista electoral de ANV a las Juntas Generales de Vizcaya, sin embargo, fue anulada por su vinculación con Batasuna. En las elecciones al Parlamento Vasco de 2009 también fue candidata de otra lista electoral anulada por su vinculación con Batasuna, la de Askatasuna.
En las elecciones generales de España de 2011 Enbeita cerró la lista de candidatos de Amaiur al Congreso por Vizcaya. Tras la renuncia de Iñaki Antigüedad al puesto de diputado, sustituyó al catedrático. Tomó posesión del cargo el 19 de junio de 2012. En las elecciones generales de 2015 revalidó su cargo de diputada como candidata de Euskal Herria Bildu.

## Versolarismo
- Campeonato nacional de versolaris:
  - Bertsolari txapelketa nagusia 2005: cuartos de final.
  - Bertsolari txapelketa nagusia 2009: segunda fase, semifinal.
  - Bertsolari txapelketa nagusia 2013: cuartos de final.
  - Bertsolari txapelketa nagusia 2017: cuartos de final.

- Campeonato de versolaris de Vizcaya:
  - Campeonato de Álava-Vizcaya 1998: finalista
  - Campeonato de Vizcaya 2000: semifinales
  - Campeonato de Vizcaya 2002: semifinales
  - Campeonato de Vizcaya 2004: semifinales
  - Campeonato de Vizcaya 2006: quinto puesto
  - Campeonato de Vizcaya 2008: quinto puesto
  - Campeonato de Vizcaya 2010: cuarto puesto
  - Campeonato de Vizcaya 2012: quinto puesto
  - Campeonato de Vizcaya 2014: sexto puesto
  - Campeonato de Vizcaya 2016: cuarto puesto
  - Campeonato de Vizcaya 2018: ganadora